# Německá demokratická republika na letních olympijských hrách
Německá demokratická republika na letních olympijských hrách startuje od roku 1968. Toto je přehled účastí, medailového zisku a vlajkonošů na dané sportovní události.

## Účast na Letních olympijských hrách
| Dějiště LOH            | LOH      | Vlajkonoš            | Zlatá medaile | Stříbrná medaile | Bronzová medaile | Celkem |
| ---------------------- | -------- | -------------------- | ------------- | ---------------- | ---------------- | ------ |
| 1968 Ciudad de México  | LOH 1968 | Karin Richert-Balzer | 9             | 9                | 7                | 25     |
| 1972 Mnichov           | LOH 1972 | Manfred Wolke        | 20            | 23               | 23               | 66     |
| 1976 Montréal          | LOH 1976 | Hans-Georg Reimann   | 40            | 25               | 25               | 90     |
| 1980 Moskva            | LOH 1980 | Kristina Richter     | 47            | 37               | 42               | 126    |
| 1984 Los Angeles       | 1984     |                      |               |                  |                  | Ne     |
| 1988 Soul              | LOH 1988 | Ulf Timmermann       | 37            | 35               | 30               | 102    |
| Celkem                 | 5        |                      | 153           | 129              | 127              | 409    |
| Zdroj na Olympedia.org |          |                      |               |                  |                  |        |